# Łabędnik
Łabędnik [waˈbɛndɲik] (deutsch Groß Schwansfeld) ist ein Dorf in Polen in der Woiwodschaft Ermland-Masuren, Teil der Landgemeinde Bartoszyce im gleichnamigen Powiat Bartoszycki (Bartenstein).

## Geschichte

### Ortsgeschichte

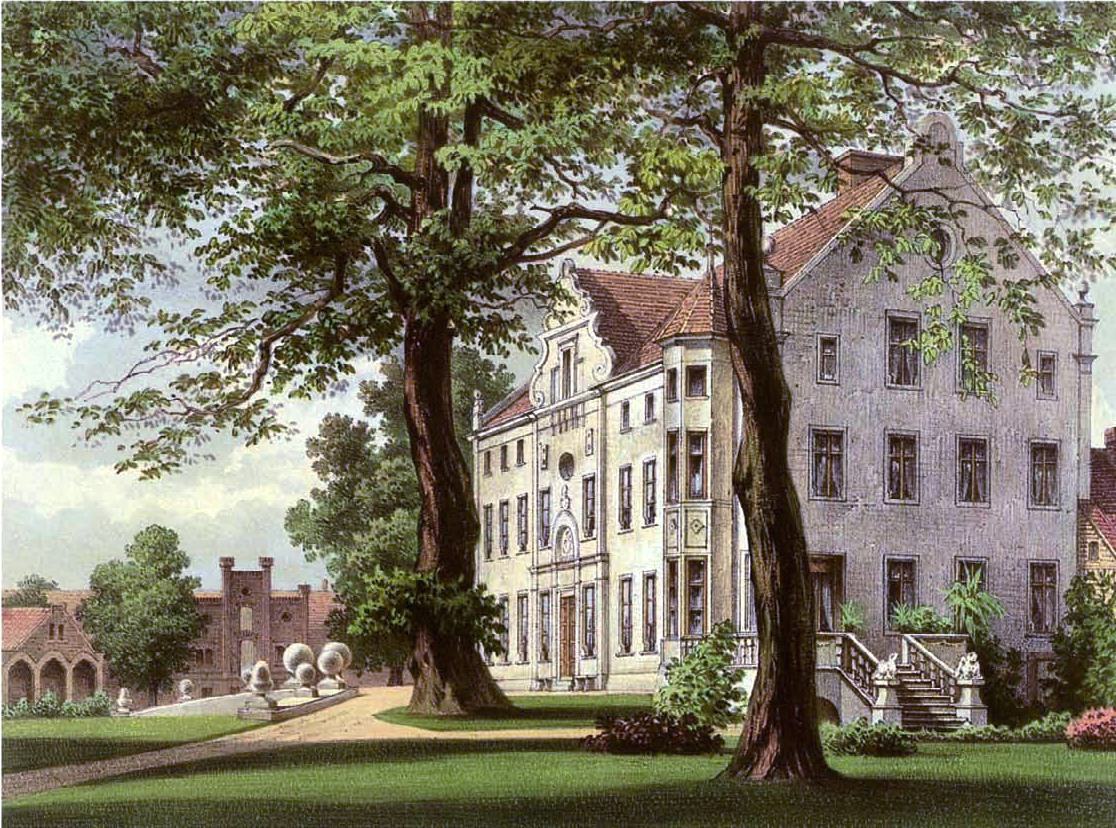
Schloss Groß Schwansfeld um 1860

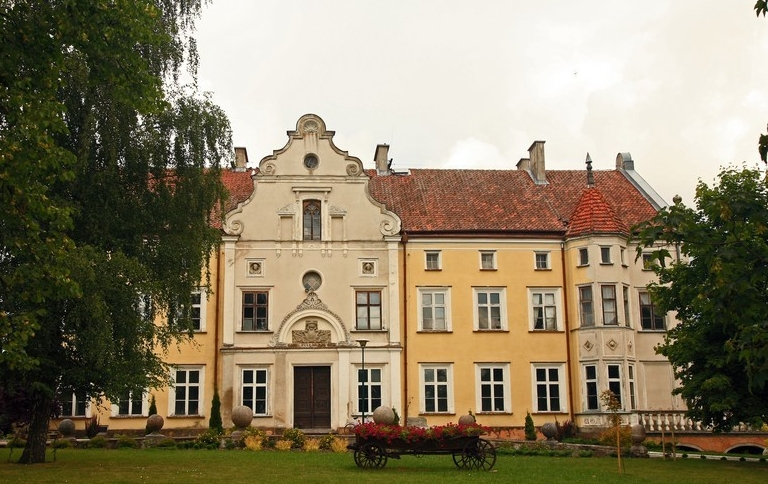
Schloss (ehem. Gutshaus) in Łabędnik (Groß Schwansfeld)

Das Dorf wurde 1363 gegründet. In den Jahren 1694–1945 befanden sich die Ländereien von Groß Schwansfeld im Besitz des Geschlechts von der Groeben. Der erste Besitzer aus dieser Familie, Friedrich von der Groeben, diente in der brandenburgischen und in der polnischen Armee. Er war polnischer Gesandter beim Tataren-Khan und nahm 1683 unter König Johann III. Sobieski am Entsatz von Wien teil. Aus dieser Schlacht brachte er das Zelt eines türkischen Paschas nach Groß Schwansfeld mit, das zunächst im dortigen Schloss aufbewahrt und 1903 auf Wunsch des Kaisers ins Berliner Zeughaus verbracht wurde (dort befindet sich das Zelt bis heute). In seinem Testament gründete Friedrich in Groß Schwansfeld ein Majorat (Fideikommiss).
Groß Schwansfeld hatte im Jahre 1910 insgesamt 535 Einwohner, von denen 370 zum Gutsbezirk und 165 zur Landgemeinde gehörten. Im Jahre 1933 bestand Groß Schwansfeld nur noch als Landgemeinde und zählte 474 und 1939 475 Einwohner.

### Amtsbezirk Groß Schwansfeld (1874–1945)
Am 11. Juni 1874 wurde Groß Schwansfeld Amtsdorf und damit namensgebend für einen Amtsbezirk im ostpreußischen Kreis Friedland (1927 umbenannt in „Kreis Bartenstein“). Eingegliedert waren der Gutsbezirk und die Landgemeinde Groß Schwansfeld, erst im Jahre 1930 kam Beyditten (polnisch Bajdyty) dazu, nachdem bereits 1928 der Gutsbezirk Groß Schwansfeld in die Landgemeinde Groß Schwanfeld übernommen worden war.

## Schloss Groß Schwansfeld
Das Schloss von Groß Schwansfeld wurde 1712 vollendet und 1861 umgebaut. Das bis heute erhaltene Gebäude ist relativ schlicht. Beachtenswert sind das alte Wappenschild und die beim Umbau eingearbeiteten Elemente der Danziger Beischläge.

## Religion
Christentum

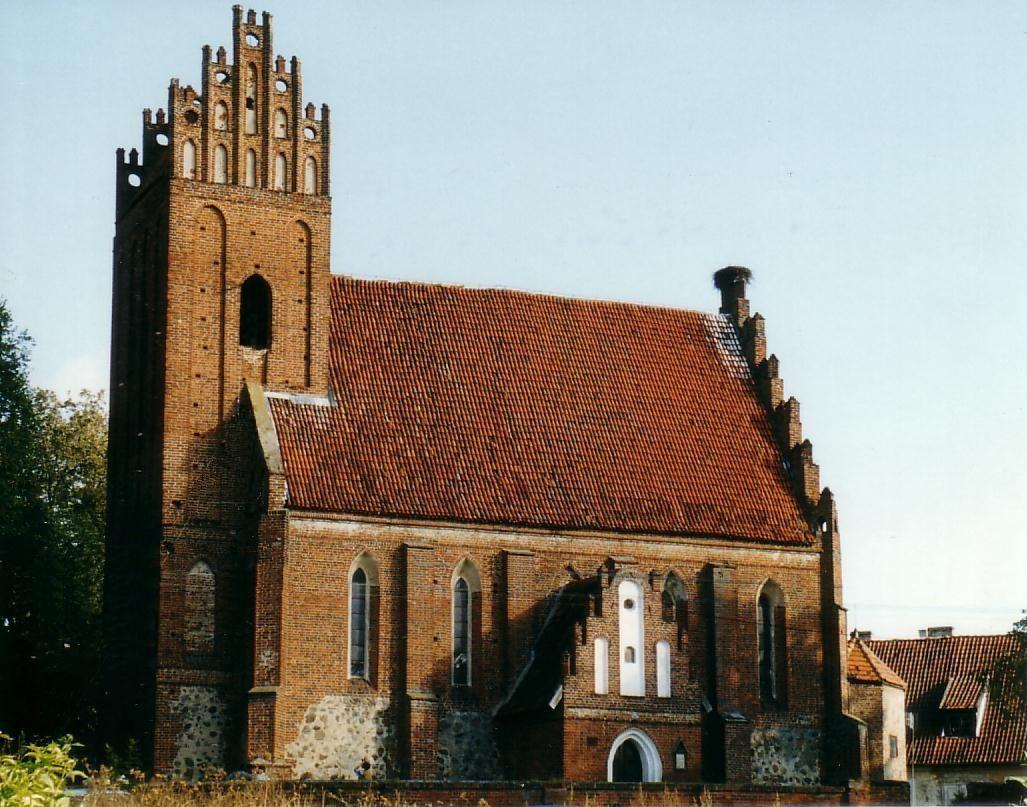
Kirche in Łabędnik

Im Dorf befindet sich außerdem eine evangelische gotische Kirche, ein Saalbau mit Westturm. Sie wurde spätestens im 4. Viertel des 14. Jahrhunderts errichtet. Die Fassadengestaltung weist auf eine im Ermland tätige Bauhütte. An der Nordwand befindet sich die kleine, sehr eindrucksvolle Grabkapelle der Familie von der Groeben, die um 1730 errichtet wurde und in einer Nische der Nordwand steht das Grabmal mit einem steinernen Standbild des Grafen Friedrich von der Groeben, das von dem Königsberger Bildhauer Johann Georg Pörtzel 1712/13 geschaffen worden sein soll.
Zwischen 1528 und 1945 war die Groß Schwansfelder Kirche ein evangelisches Gotteshaus. Danach wurde es zugunsten der katholischen Kirche enteignet und erhielt die Weihe als Kościół Matki Boskiej Zwycięskiej.

## Persönlichkeiten des Ortes
- Christian Gottlieb von Arndt (1743–1829), Historiker und Philologe
- Heinrich von der Groeben (1857–1927), Rittergutsbesitzer und Mitglied des Preußischen Herrenhauses